# John Rewald
John Rewald (* 12. Mai 1912 in Berlin; † 2. Februar 1994 in New York), eigentlich Gustav Rewald, war ein deutschstämmiger Kunsthistoriker. In seinen Werken beschäftigte er sich vor allem mit dem Impressionismus und dem Postimpressionismus.

## Leben
Der Sohn des Chemikers Bruno Albert Rewald und der Zahnärztin Paula Feinstein besuchte die Lichtwarkschule in Hamburg und machte 1931 das Abitur. Zwischen 1931 und 1936 studierte Rewald Kunstgeschichte an verschiedenen Universitäten, beispielsweise in Hamburg unter Erwin Panofsky und Fritz Saxl. Das Jahr 1932 verbrachte er in einem Auslandsstudienjahr an der Pariser Sorbonne. Nach der Machtergreifung Adolf Hitlers stand Rewalds Name in einem Erlass des damaligen Rektors der Johann Wolfgang Goethe-Universität Frankfurt am Main, durch den 7 Studentinnen und Studenten der Goethe-Universität zwangsexmatrikuliert und 15 weitere der Betätigung „in kommunistischem Sinn“ beschuldigt wurden. Rewald, einer der 15, wurde vorgeworfen, „Vorstandsmitglied[..] oder Ferienvertreter der Roten Studentengruppe“ gewesen zu sein. Diese Anschuldigungen wurden reichsweit allen Hochschulen mitgeteilt und machten damit ein weiteres Studium in Deutschland nahezu unmöglich.
Zum Zeitpunkt der öffentlichen Bloßstellung durch die Frankfurter Universität befand sich Rewald bereits in Frankreich, der ersten Station seines Exils, und hatte seinen Vornamen in John geändert. Er reiste durch Frankreich, um ländliche Kathedralen zu besuchen, und lernte dabei den ebenfalls aus Deutschland stammenden Maler Leo Marchutz kennen. Rewald begleitete Marchutz zu den Landschaften, die Paul Cézanne gemalt hatte, begleitete, und hielt diese auf Fotografien fest. An der Sorbonne überzeugte John Rewald Henri Focillon, ihm Cézanne als Dissertationsthema zu erlauben, obwohl der Künstler noch zu modern schien, um als Studienobjekt zu dienen. In seiner Dissertation Cézanne et Zola untersuchte er die Freundschaft der beiden Künstler.
Von 1936 bis 1941 schrieb John Rewald Kunstkritiken in mehreren Zeitungen. 1939 heiratete er Estelle Haimovici, seine erste Ehefrau. Im selben Jahr wurde er als Ausländer nach der Kriegserklärung Frankreichs an das Deutsche Reich interniert, auch wenn er Jude war. Während dieser Internierung erhielt er 1940 den Prix Charles Blanc für seine Dissertation, der ihm in absentia verliehen wurde. 1941 wanderte er dann in die Vereinigten Staaten aus. Dieser Schritt wurde vom Direktor des Museum of Modern Art in New York, Alfred Barr, unterstützt.
Nach seiner Ankunft in New York arbeitete John Rewald erst im Weyhe's Book Shop, bevor er 1942 für das Kriegsministerium der USA als Französisch-Übersetzer arbeitete. Ab 1943 arbeitete Rewald als Berater für das Museum of Modern Art und organisierte in dieser Funktion beispielsweise Ausstellungen. Daneben begann er mit der Arbeit an seinem Hauptwerk Geschichte des Impressionismus, das 1946 veröffentlicht wurde und auf eine begeisterte Reaktion stieß. Während seines weiteren Lebens ergänzte er das Buch, es erreichte fünf Auflagen.
1952 gründete Rewald zusammen mit James Lord das Cézanne Memorial Committee, um Cézannes Atelier in Aix-en-Provence vor dem Abriss zu schützen. Das Atelier konnte mit Hilfe von amerikanischen Spendengeldern gerettet und an die Universität Aix-Marseille übergeben werden. In dem Atelier ist seit 1954 ein Museum untergebracht.
Nach der Scheidung von seiner ersten Frau, heiratete John Rewald 1956 Alice Leglise-Bellony. Von 1961 bis 1964 war er Gastprofessor an der Princeton University, von 1964 bis 1971 war er Professor an der University of Chicago. 1977 organisierte John Rewald zusammen mit William Rubin die bedeutende Ausstellung Cézanne: The Late Work exhibition im Museum of Modern Art. 1984 wurde er vom Graduate Center der City University of New York pensioniert, an dem er von 1971 an als Professor für Kunstgeschichte gelehrt hatte. Zwei Jahre später wurde ihm der Mitchell Prize für seine Dissertation verliehen, die unter dem Titel Cézanne: A Biography veröffentlicht wurde. Im Alter von 81 Jahren starb Rewald 1994 an Herzinsuffizienz.
Seine Schwiegertochter, Sabine Rewald, ist Kuratorin am Metropolitan Museum of Art in New York.

## Schriften (Auswahl)
- Cézanne et Zola, 1936
- Paul Cézanne correspondance, 1937
  - Briefe : die neue, ergänzte u. verbesserte Ausgabe der gesammelten Briefe von u. an Paul Cézanne. Aus dem Französischen übersetzt und herausgegeben von John Rewald. Zürich: Diogenes, 1979, ISBN 3-257-26005-9
- Georges Seurat, 1943
- Camille Pissarro: Lettres à son fils Lucien Pissarro, 1943
- History of Impressionism, 1946
- History of Post-Impressionism: From van Gogh to Gauguin, 1956
- The Paintings of Paul Cézanne: A Catalogue Raisonné, 1996